# Gerd von Rundstedt
Karl Rudolf Gerd von Rundstedt (Aschersleben, 12 dicembre 1875 – Hannover, 24 febbraio 1953) è stato un generale (feldmaresciallo) tedesco della Wehrmacht durante la seconda guerra mondiale.

## Biografia
Gerd Von Rundstedt nacque ad Aschersleben, Halle nel 1875. Discendente da una nobile famiglia prussiana, partecipò alla prima guerra mondiale impegnandosi in vari fronti, per poi far parte della missione tedesca in Turchia. Dopo la sconfitta della Germania e la disfatta dell'esercito tedesco, divenne ufficiale di stato maggiore e si occupò dell'organizzazione e della formazione della Reichswehr, il nuovo esercito nato con la Repubblica di Weimar.

### Periodo pre-conflitto
Nel 1927 von Rundstedt venne promosso generale e nel 1932 il cancelliere von Papen lo nominò comandante del I. Gruppo d'armate, che aveva nella sua giurisdizione Berlino. Nello stesso anno gli venne affidato il compito di allontanare con la forza dai loro uffici i ministri socialdemocratici di Prussia, che si opponevano al provvedimento di scioglimento del governo prussiano decretato dal governo federale di von Papen, e di reprimere le agitazioni conseguentemente scoppiate in tutta la regione.
Von Rundstedt guardò con grande scetticismo e fastidio l'ascesa al potere del partito nazista: a lui, nobile e conservatore, non potevano certo piacere né i metodi né gli obiettivi sociali e politici dei nazisti. Tuttavia, come molti altri generali tedeschi della sua epoca, commise l'errore di guardare con soddisfazione e favore dapprima alla decisione di Hitler di riarmare la Germania e poi alla violenta epurazione dei vertici delle SA.
Nel nuovo esercito tedesco si occupò principalmente di ripristinare il primato della fanteria, ammodernandone sia l'addestramento sia l'armamento. Come nota lo storico militare inglese Basil Liddell Hart: "pur essendo favorevole alle nuove concezioni sulla guerra meccanizzata e seguendo con vivo interesse le teorie e gli esperimenti britannici, non era tra quelli che avevano abbracciato fervidamente l'innovazione. Piuttosto era uno dei più progressisti tra i capi della scuola che considerava i carri armati come utili servitori, non come i padroni del campo di battaglia".
Nonostante il suo impegno nella riorganizzazione dell'esercito tedesco lo avesse tenuto a distanza dalla politica nazionale, le occasioni di scontro con il nuove regime non mancarono. Innanzitutto von Rundstedt protestò con Hitler quando nel 1938, dopo una macchinazione orchestrata da Himmler, il Comandante in capo dell'esercito Generale Werner von Fritsch fu ingiustamente allontanato dal suo incarico. Successivamente, in contrasto con l'aggressiva politica estera del regime nazista, appoggiò un memorandum presentato dal colonnello generale Ludwig Beck (capo di stato maggiore dell'esercito) al Führer in cui si evidenziavano i rischi di una nuova guerra mondiale scatenata per perseguire il progetto di annessione dei Sudeti. La decisione delle potenze europee di scendere a patti con Hitler nel tentativo di evitare un conflitto, però, finì unicamente per rafforzare il regime nazista, indebolendo così l'opposizione degli alti circoli militari e costando la testa dello stesso Beck. Poco tempo dopo l'annessione tedesca dei Sudeti, quindi, von Rundstedt chiese di essere messo a riposo e si ritirò a vita privata.

### La seconda guerra mondiale

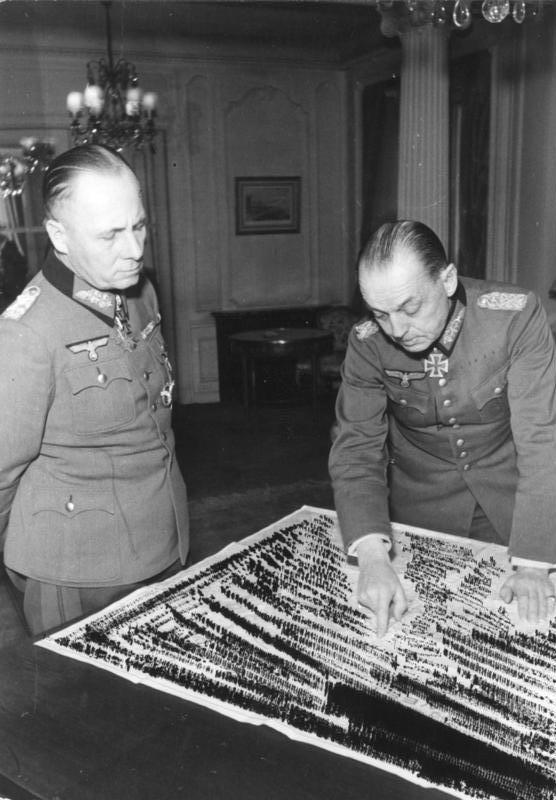
Rommel e von Rundstedt discutono della difesa del fronte occidentale

Nel 1939, allo scoppio della seconda guerra mondiale, grazie al suo grande prestigio e alla abilità nelle questioni strategiche fu richiamato in servizio e gli venne affidato il comando del Gruppo d'armate Sud schierato nella parte centro-meridionale della Polonia. Nonostante la sua insoddisfazione per la scelta di muovere guerra all'Inghilterra, che contraddiceva tutti i suoi più profondi convincimenti in materia di politica estera, von Rundstedt scelse lo stesso di ritornare in servizio attivo. Von Rundstedt confermò la sua grande capacità guidando l'avanzata tedesca fino a Varsavia.
Nel maggio 1940, in occasione dell'invasione della Francia, gli venne affidato il comando del Gruppo d'armate A che aveva l'importantissimo compito di operare lo sfondamento principale, per mezzo delle sette Panzerdivisionen (Divisioni corazzate), della linea tra Sedan e Namur, attraversando le Ardenne, per poi raggiungere la costa atlantica accerchiando il I Gruppo di Armate francese, la VII Armata francese e il Corpo di Spedizione Britannico. La Campagna di Francia fu un grande successo per la Wehrmacht. Come riconoscimento del suo ruolo in questa campagna, von Rundstedt ricevette il prestigioso bastone di Feldmaresciallo nel luglio 1940.
Al termine della Campagna di Francia, von Rundstedt avrebbe dovuto prendere parte, al comando del Gruppo d'armate A, all'invasione della Gran Bretagna (nome in codice Operazione Seelöwe). Tuttavia tale operazione non ebbe mai corso in seguito alla sconfitta delle forze aeree tedesche durante la battaglia d'Inghilterra e allora Hitler preferì dedicarsi alla preparazione dell'attacco all'Unione sovietica. Il 10 ottobre 1940 von Rundstedt fu nominato Oberbefehlshaber West, assumendo il comando di tutte la unità tedesche a guardia dei nuovi territori conquistati sul fronte occidentale (Westheer). Lasciò quest'incarico nell'aprile del 1941, quando fu richiamato sul fronte orientale, dove avrebbe assunto il comando del Gruppo d'armate Sud.
Nel giugno 1941, durante le prime fasi della campagna contro l'Unione Sovietica (Operazione Barbarossa), comandò il Gruppo d'armate Sud che attaccò l'Ucraina conquistando Kiev e Kharkov. Nel novembre 1941 si trovò in contrasto con Hitler per la condotta delle operazioni dopo l'occupazione di Rostov (Battaglia di Rostov). Il contrasto tra il Führer e il feldmaresciallo a proposito di questa battaglia, comunque, rappresentò solo l'epifenomeno di una differenza sempre più profonda tra i due uomini sulle prospettive della guerra; a tale proposito basti pensare che, quando ormai risultò chiaro a tutto il comando tedesco, che la conquista di Mosca sarebbe stata impossibile, von Rundstedt propose addirittura un ripiegamento sulla linea di confine precedente del conflitto.

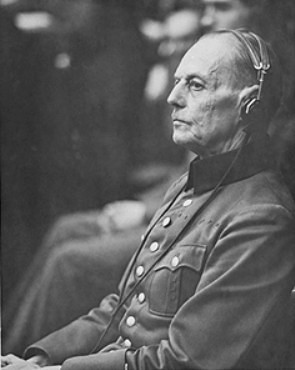
Gerd von Rundstedt nel 1945, durante il processo di Norimberga

Nonostante il suo allontanamento dal fronte orientale, il 15 marzo 1942 gli venne nuovamente affidato il comando delle truppe tedesche impegnate sul fronte occidentale. Poco dopo il suo insediamento dovette far fronte al tentativo di sbarco inglese presso Dieppe: l'attacco inglese venne respinto dalle truppe tedesche comandate da von Rundstedt; tuttavia tale episodio convinse ancora di più il Comando supremo tedesco della necessità di rafforzare le difese sul fronte occidentale. Fu così che il feldmaresciallo si dedicò, con la consueta tenacia, alla costruzione delle difese del Vallo Atlantico il cui comando fu affidato al feldmaresciallo Rommel. La sfida di difendere la "fortezza Europa" da un possibile sbarco alleato era assai ardua: c'erano quasi 5.000 chilometri di costa da difendere e il comandante in capo del fronte occidentale poteva contare solo su sessanta divisioni. Per di più queste divisioni erano per lo più di difesa costiera, prive della necessaria esperienza al fronte e dotate di scarsi mezzi corazzati.
Nonostante l'esperienza di von Rundstedt, lo sbarco in Normandia rappresentò un grande successo per gli Alleati; i tentativi di contrastare l'offensiva degli Alleati ben presto si rivelarono inutili e così il feldmaresciallo von Rundstedt venne sostituito nel comando supremo del fronte occidentale. A causare questa sostituzione fu, come nel caso precedente, un ennesimo contrasto con Hitler: in più occasioni nel giugno del 1944 il feldmaresciallo propose un vasto ripiegamento delle forze tedesche sul fronte occidentale; tuttavia la risposta del Führer fu sempre quella di opporsi a qualsiasi ripiegamento. Di fronte a questi continui rifiuti, von Rundstedt fece presente a Hitler di non poter ancora a lungo mantenere il comando di un fronte così importante senza poter disporre della necessaria libertà d'azione: il 29 giugno 1944 venne dunque sostituito da von Kluge.
Nel settembre del 1944 von Rundstedt fu richiamato al comando del fronte occidentale; sotto la sua regia la Wehrmacht riuscì a respingere l'attacco alleato noto come Operazione Market Garden, nonché a operare una delle ultime controffensive dell'esercito tedesco nelle Ardenne (dicembre 1944). Secondo autorevoli storici militari, pare però che il ruolo svolto da von Rundstedt in questa operazione fosse stato decisamente marginale: ciò non certo per incapacità del vecchio comandante, ma per il suo profondo e giustificato scetticismo riguardo un'azione che difficilmente avrebbe potuto raggiungere i risultati strategici previsti dall'OKW.
La situazione sul fronte occidentale era ormai ingestibile e la sconfitta tedesca era inevitabile. Dopo aver ceduto il comando a Kesselring nel marzo 1945, venne catturato dagli statunitensi e consegnato ai britannici. Dopo essere stato prigioniero a Norimberga, Londra e Amburgo, venne liberato nel 1949 per ragioni di salute. Gerd von Rundstedt è considerato, assieme a Rommel, von Manstein e Guderian, uno dei più abili generali dell'esercito tedesco per le sue grandi doti di comando e di coordinamento delle operazioni.

## Cultura di massa
- Rommel, la volpe del deserto (The Desert Fox: The Story of Rommel), regia di Henry Hathaway (1951), interpretato da Leo G. Carroll.
- Il giorno più lungo (The Longest Day), regia di Ken Annakin, Andrew Marton e Bernhard Wicki (1962), interpretato da Paul Hartmann.
- Quell'ultimo ponte (A Bridge Too Far), regia di Richard Attenborough (1977), interpretato da Wolfgang Preiss.